# Yao (Osaka)
Yao (八尾市?) è una città giapponese della prefettura di Osaka.

## Amministrazione

### Gemellaggi
Yao ha un rapporto d'amicizia con:
- Shanghai, dal 1986 (con il Distretto di Jiading)[1]